# Cage
Pour les articles homonymes, voir Cage (homonymie).

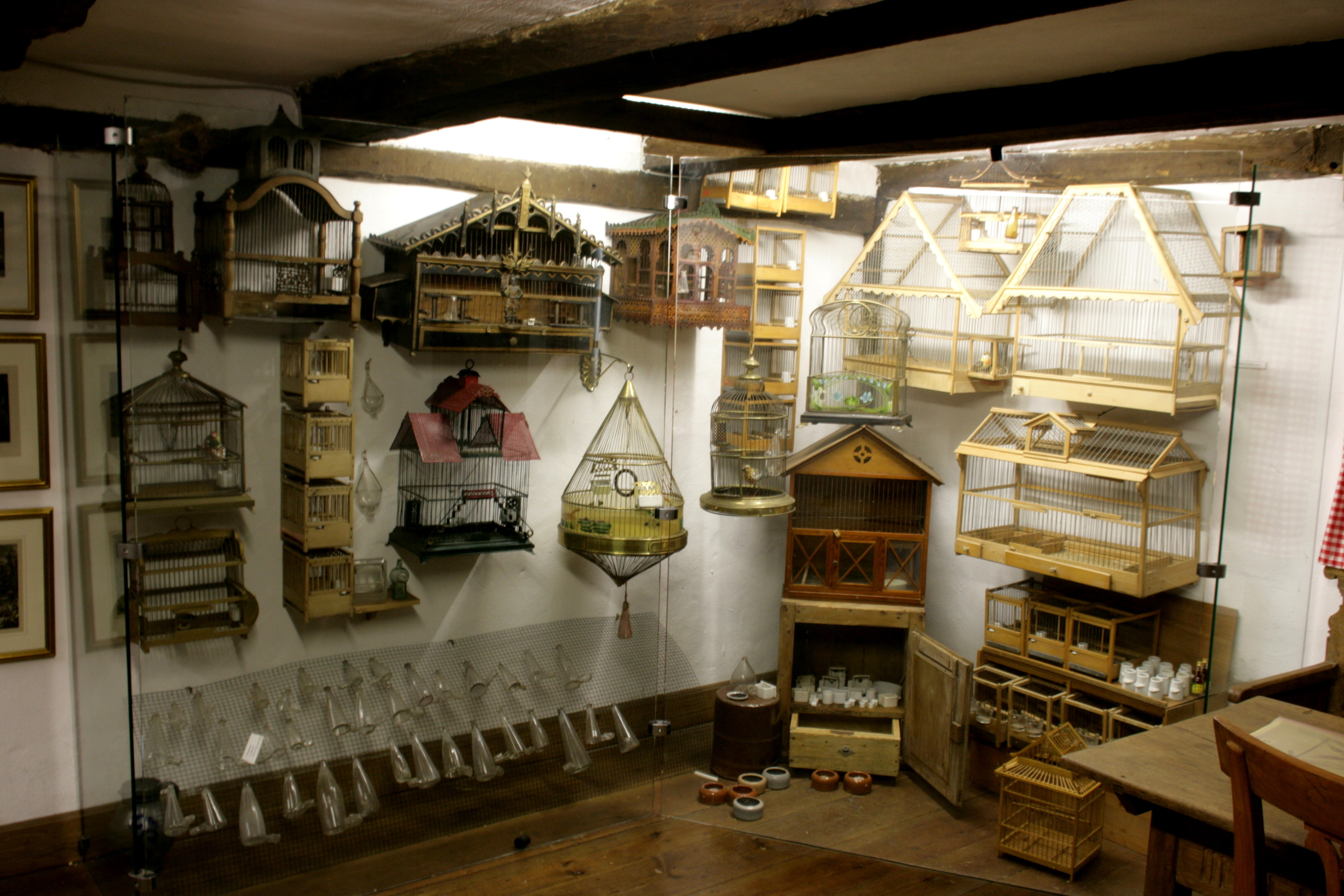
Cages à oiseaux anciennes

Une cage est un contenant ajouré, le plus souvent grillagé ou à barreaux, destiné généralement à contenir un animal. Une cage empêche son occupant de s'enfuir ou permet de l'observer sans risque, elle protège également son contenu des intrusions ou des prédateurs. Il existe différents types de cages dont la taille et la forme varient selon l'usage qui peut aller de la grande volière à l'étroite cage de torture.

## Cages destinées aux animaux
Une volière est une cage de grande taille destinée à des oiseaux et une mue est une cage sans fond qui permet de la déplacer sur l'herbe. Une nasse est une cage destinée à piéger les animaux sauvages. Dans les élevages intensifs, le terme « cage » est aussi utilisé comme synonyme de batterie.

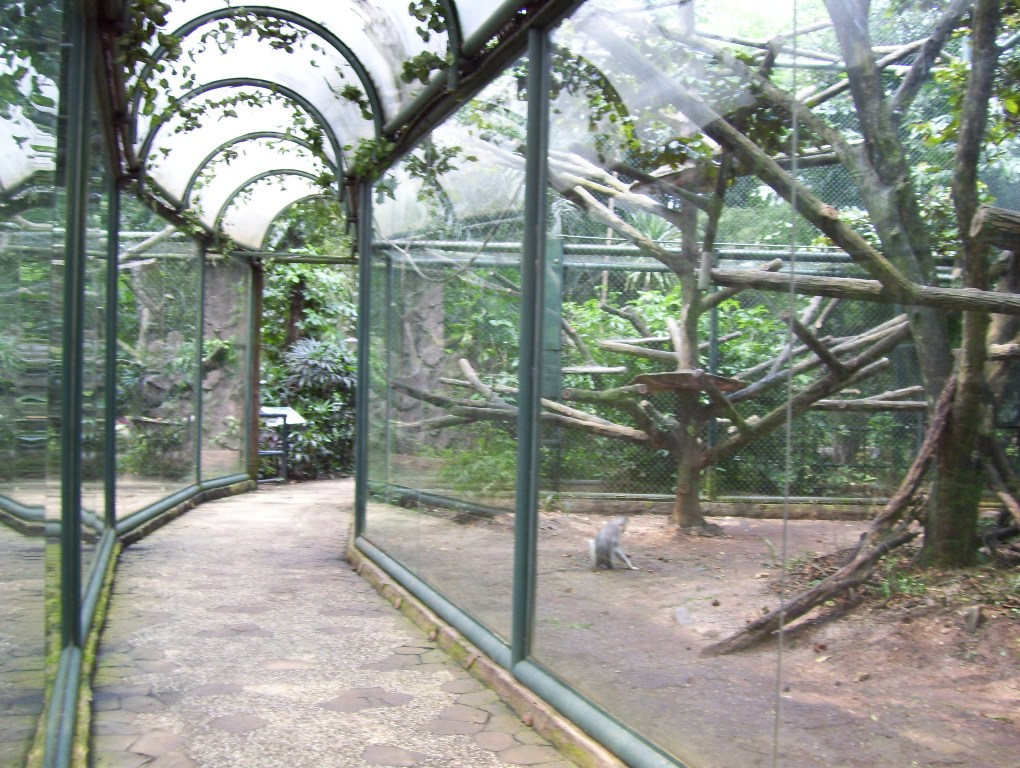
Cage de zoo
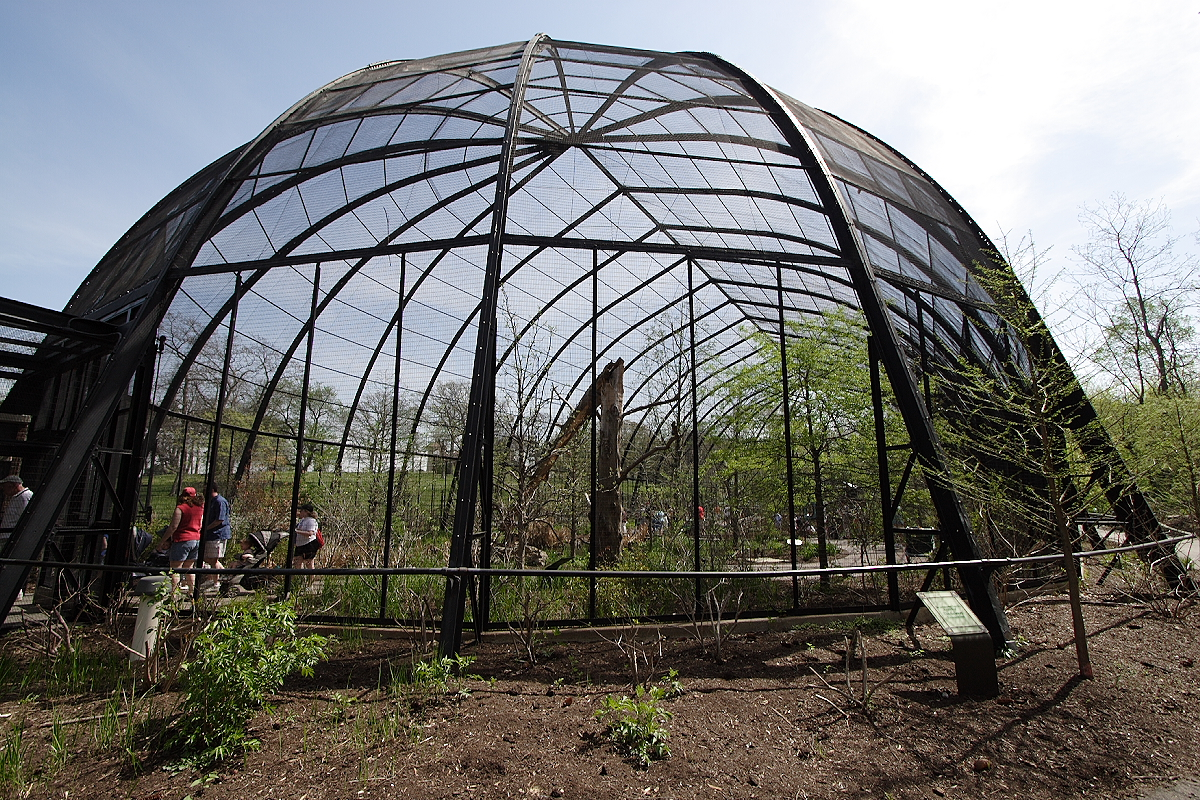
Grande volière
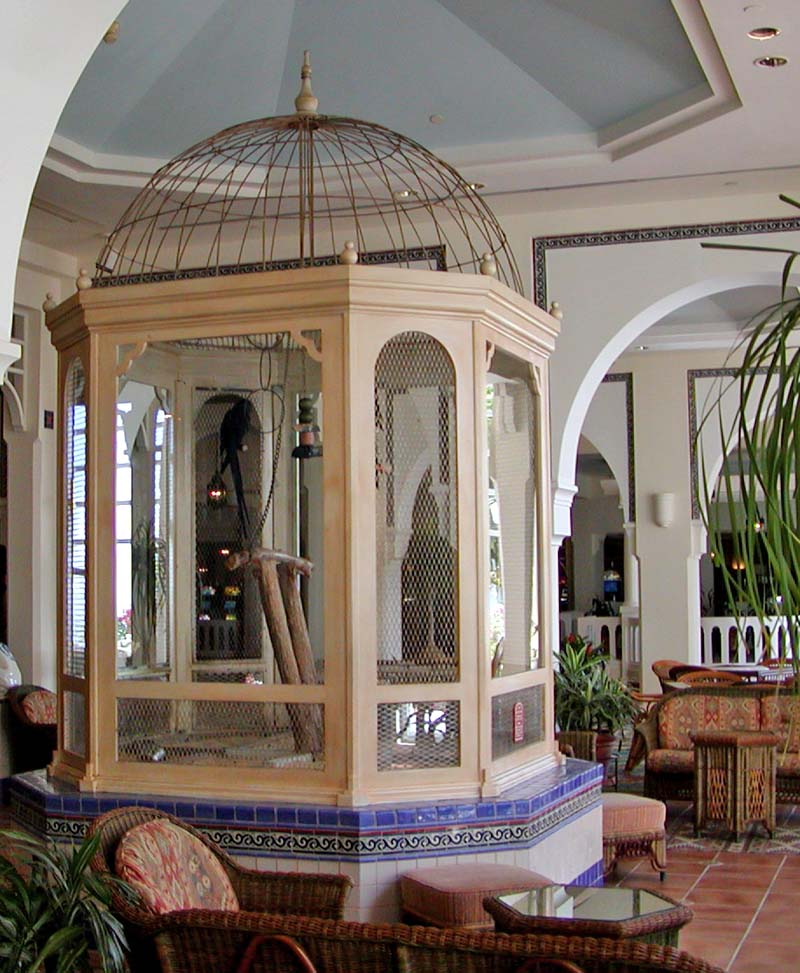
Volière décorative
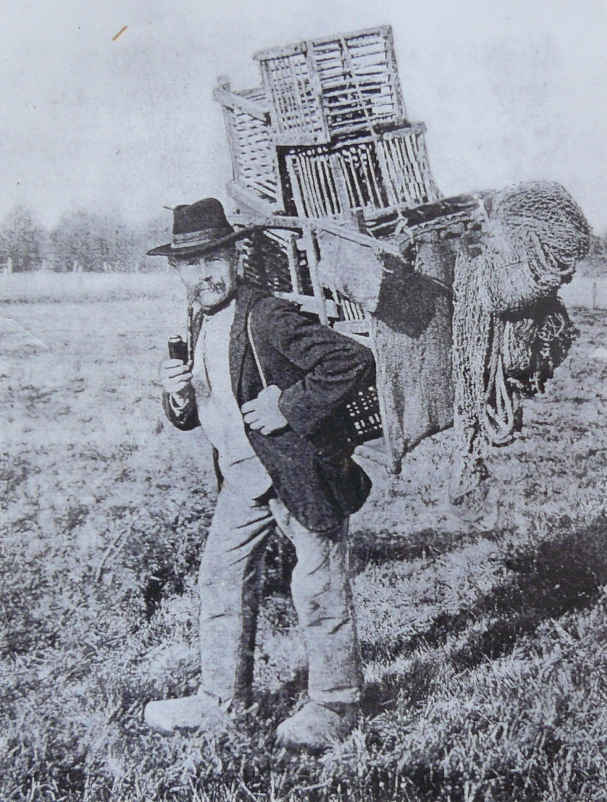
Cage de piégeur d'oiseaux (fin XIXe)
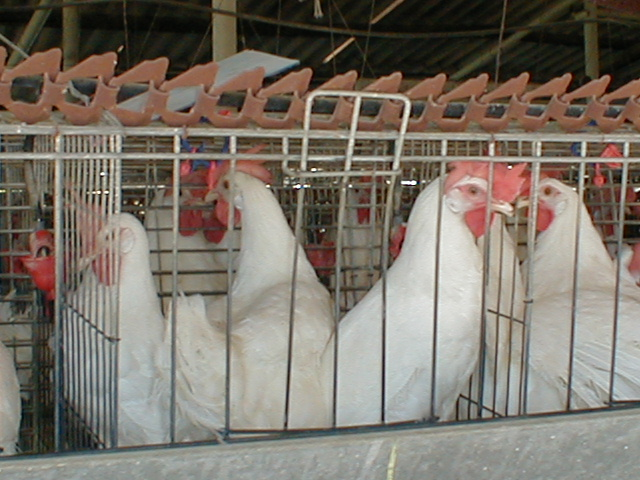
Cage de batterie
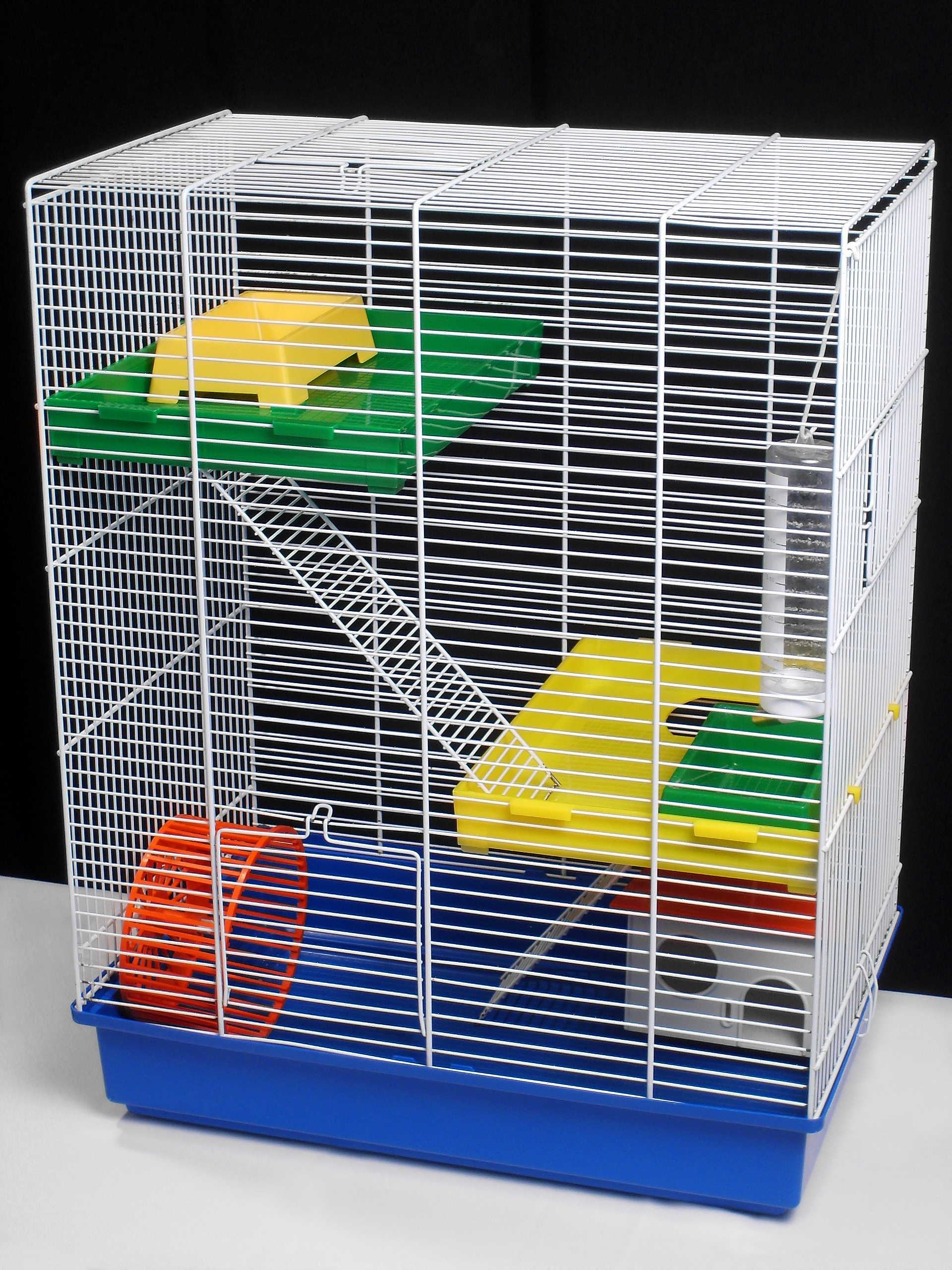
cage à hamster ou à souris
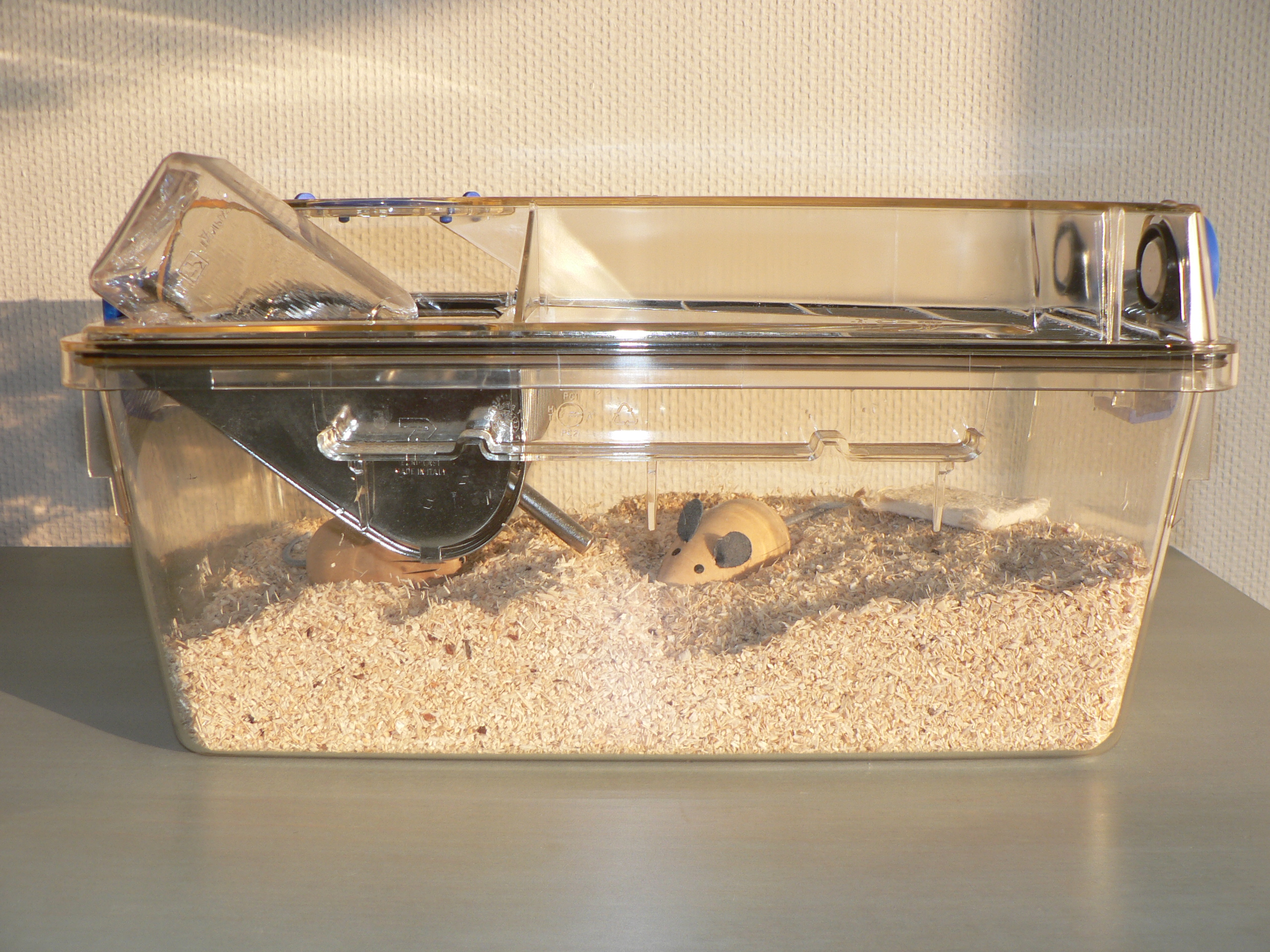
cage à rongeur de laboratoire
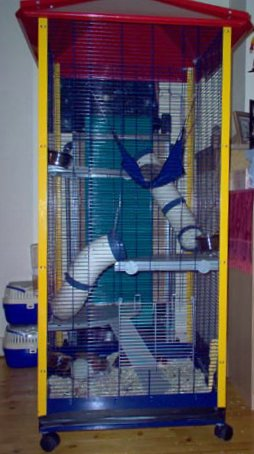
Volière hébergeant des rats domestiques
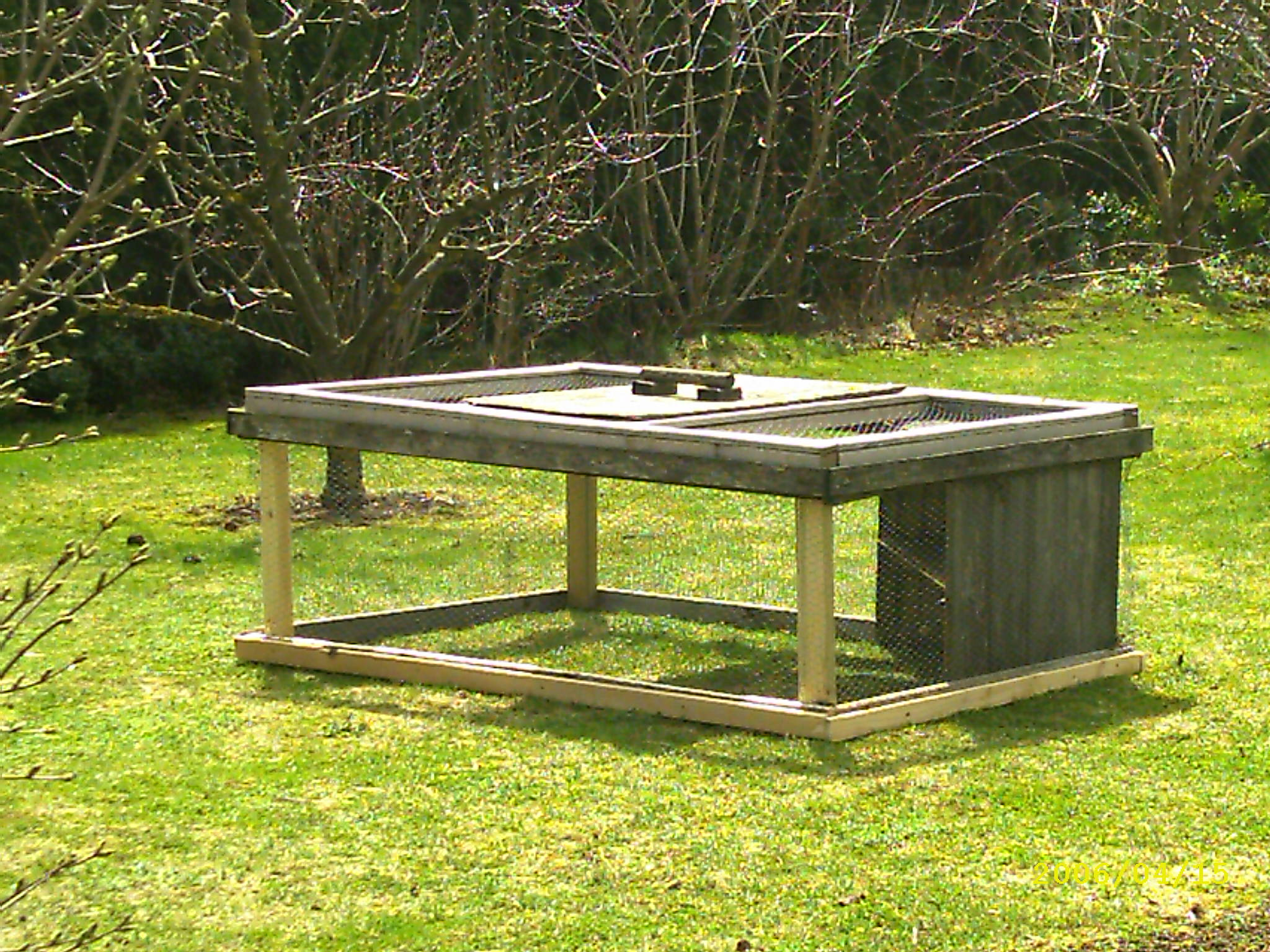
Mue à lapin

Une cage peut aussi bien être le lieu de vie courant de l'animal, qu'un objet strictement destiné au transport.

### Bien-être animal et législation
Les différentes législations qui régissent la détention des animaux en captivité prévoient généralement des dimensions de cages ou des équipements minimaux selon les espèces, que ce soit pour leur transport ou leur élevage. La législation Suisse, par exemple, définit des dimensions minimales absolues intérieures pour les cages d'animaux de compagnie mais la Protection suisse des animaux (PSA) précise que même si ces dimensions sont conformes à la loi, elles sont loin d'être conformes aux besoins réels des espèces. Il convient donc en pratique d'offrir un espace vital bien supérieur pour assurer le bien-être des occupants.
Les associations de protection des animaux militent par exemple pour l'amélioration des conditions de transport en cages et l'interdiction des cages de batterie, notamment pour les poules pondeuses. La législation européenne évolue constamment, mais lentement et le comportement des consommateurs permet aussi de faire évoluer les conditions d'élevage.
Dans le cas d'un transport aérien, des normes particulières s'appliquent, dont celles de l'IATA.

## Cages destinées aux humains

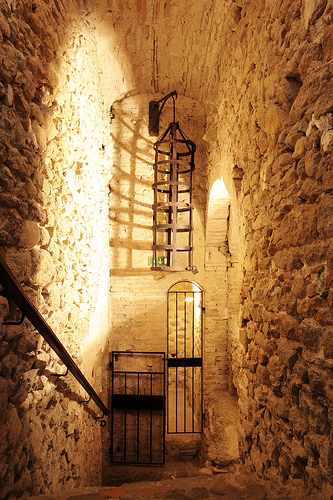
Cage de torture
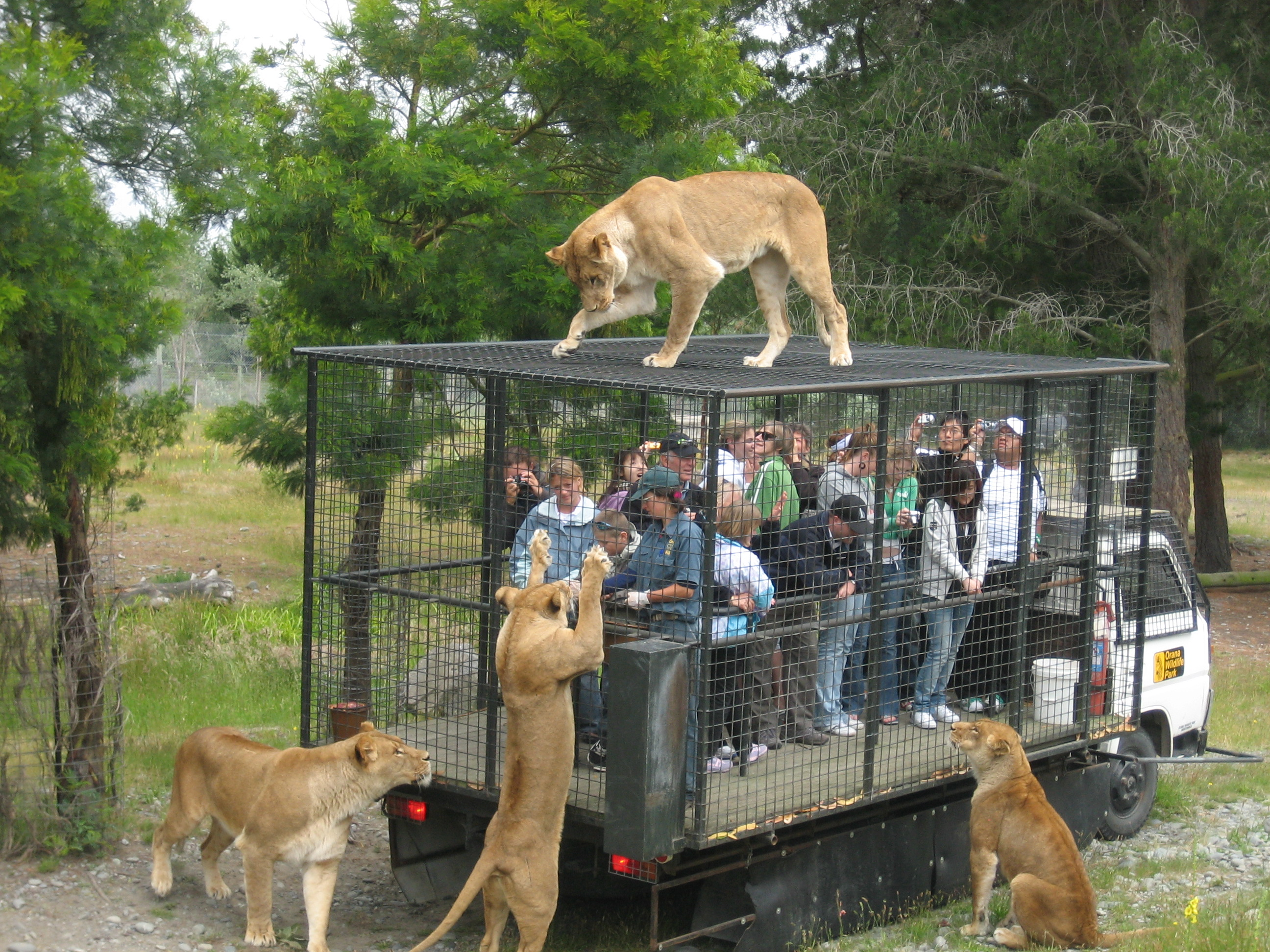
Cage de protection
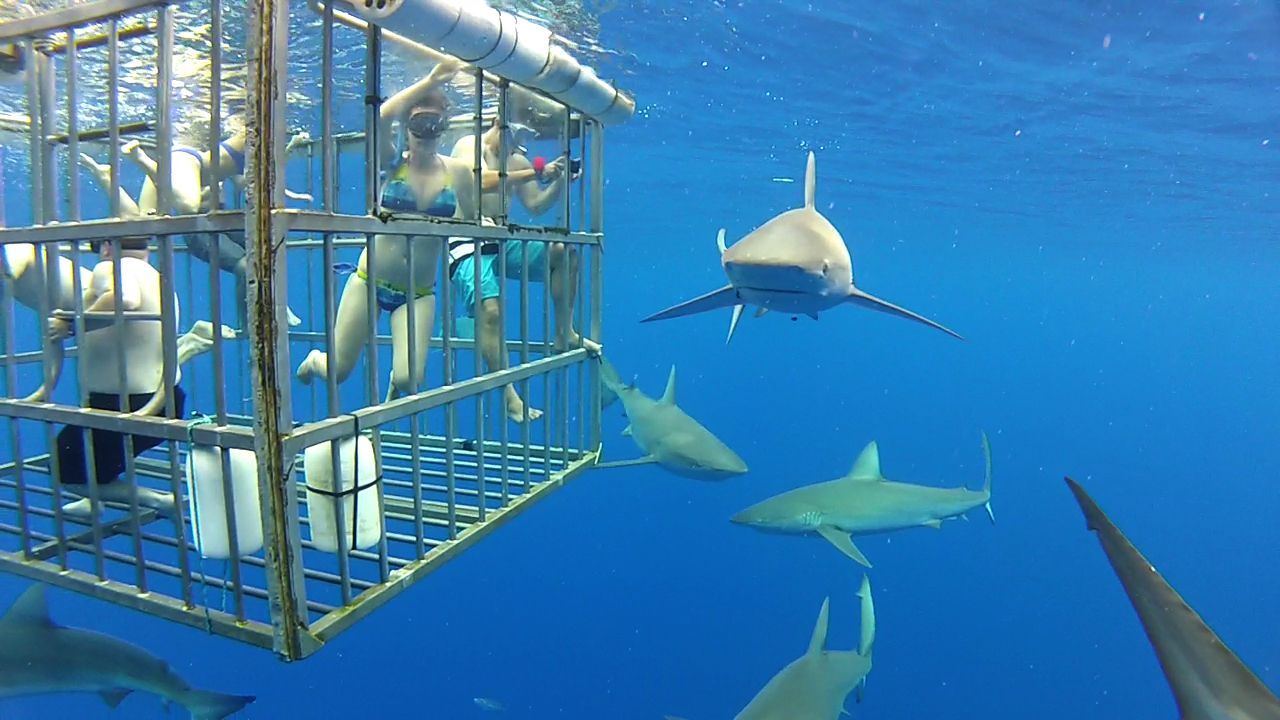
Cage de plongée sous-marine
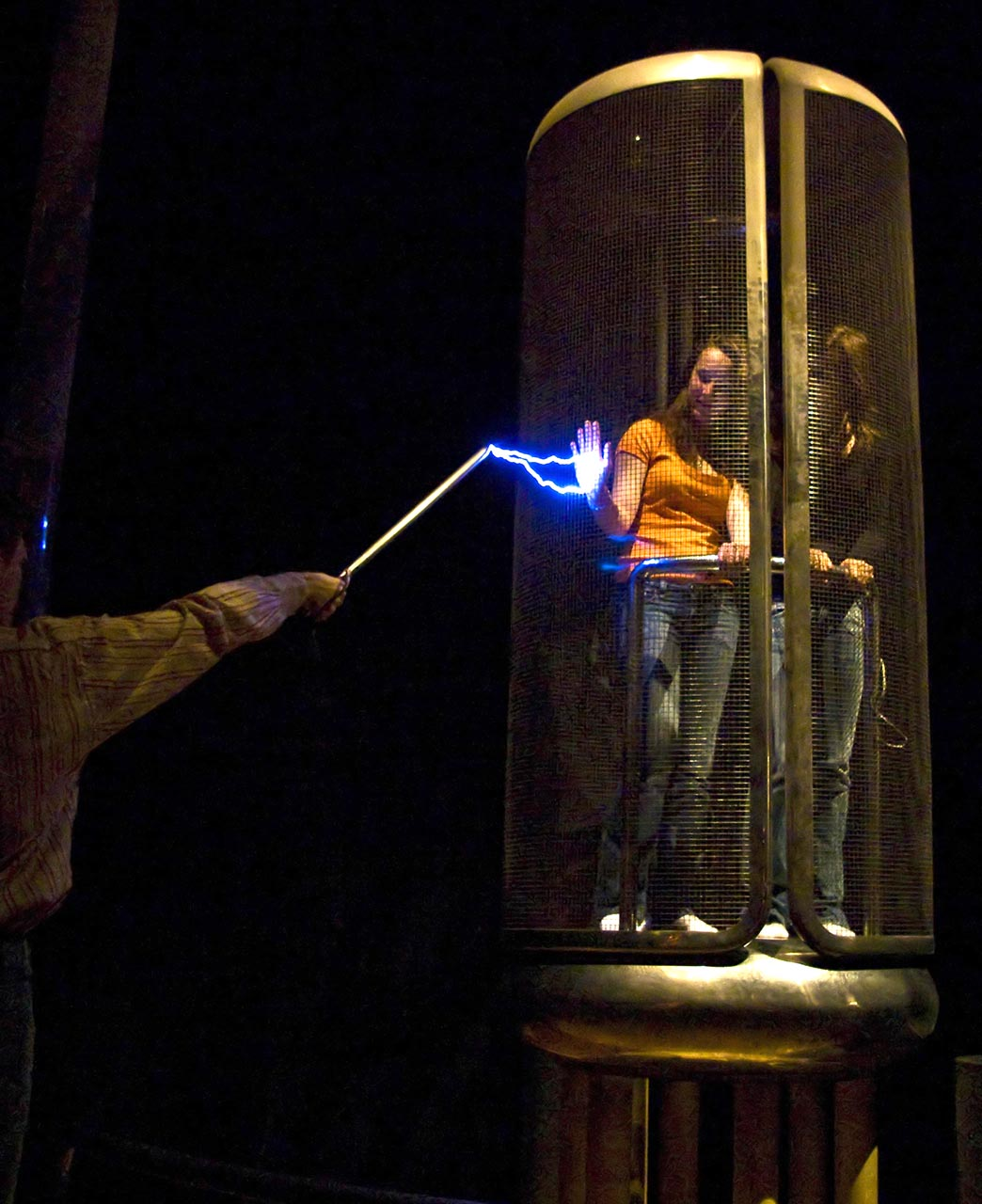
Cage de Faraday
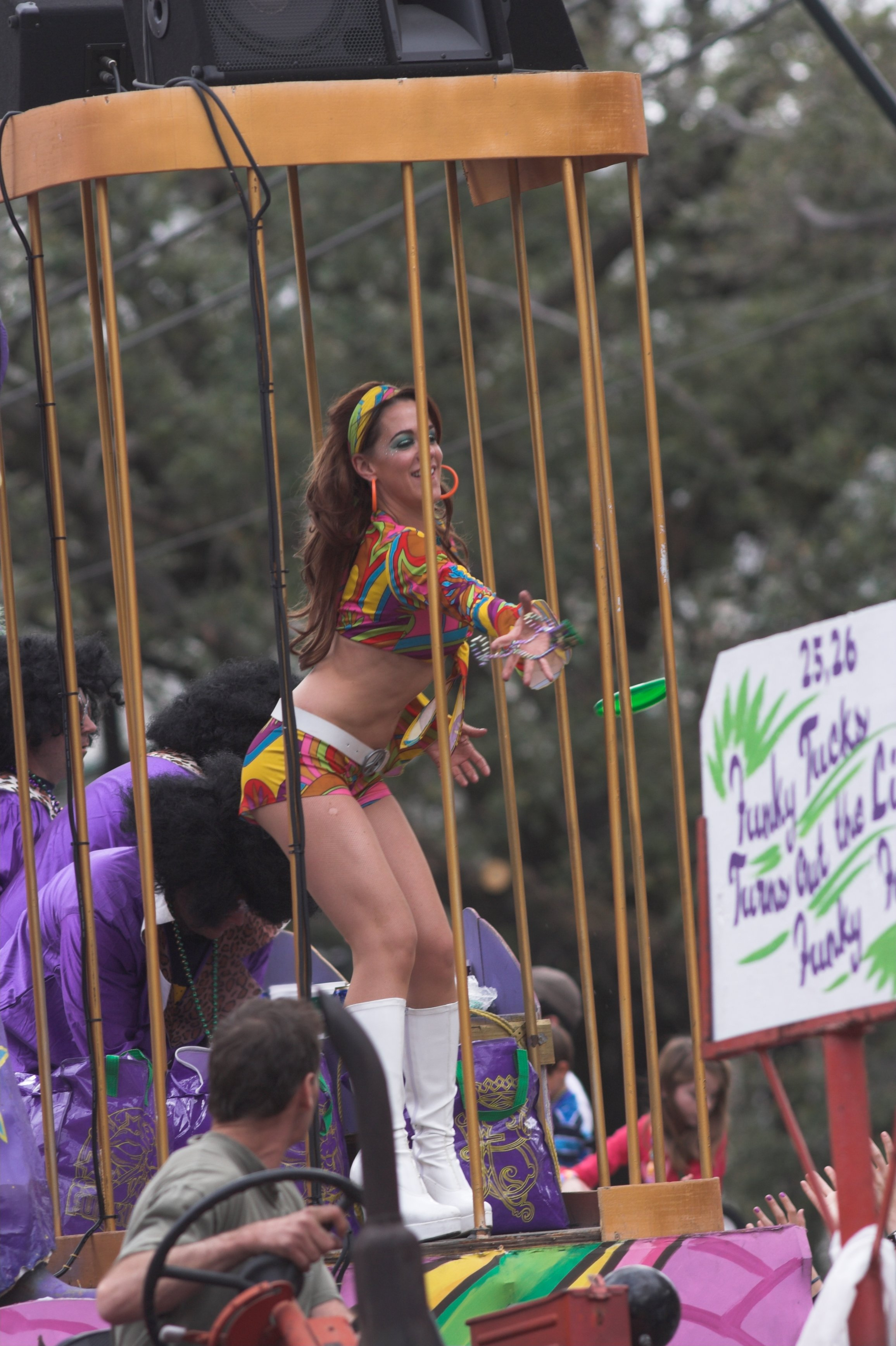
Cage de Go-go dancing

- Cage à bébé

## Cages destinées aux objets

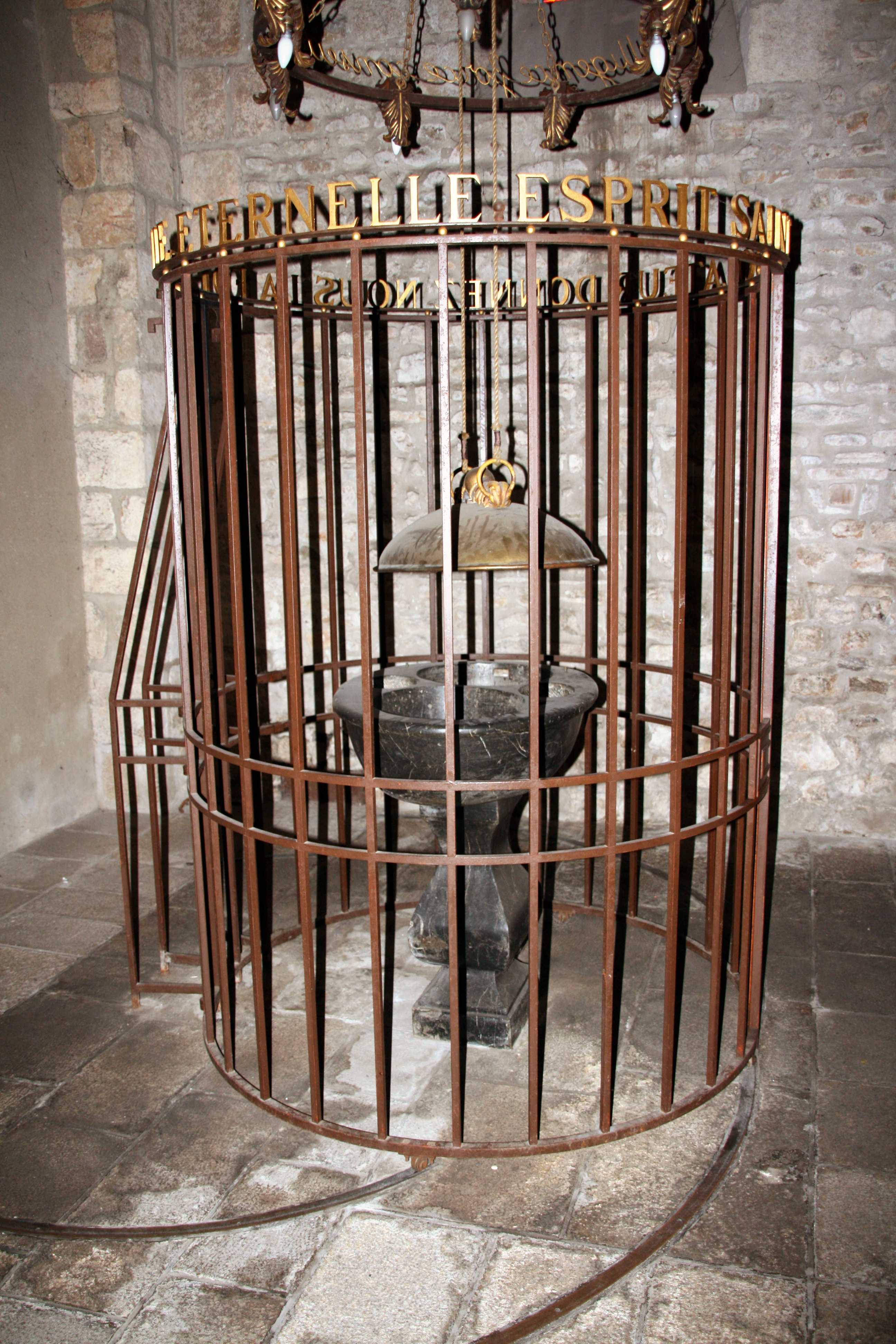
Cage protégeant des fonts baptismaux
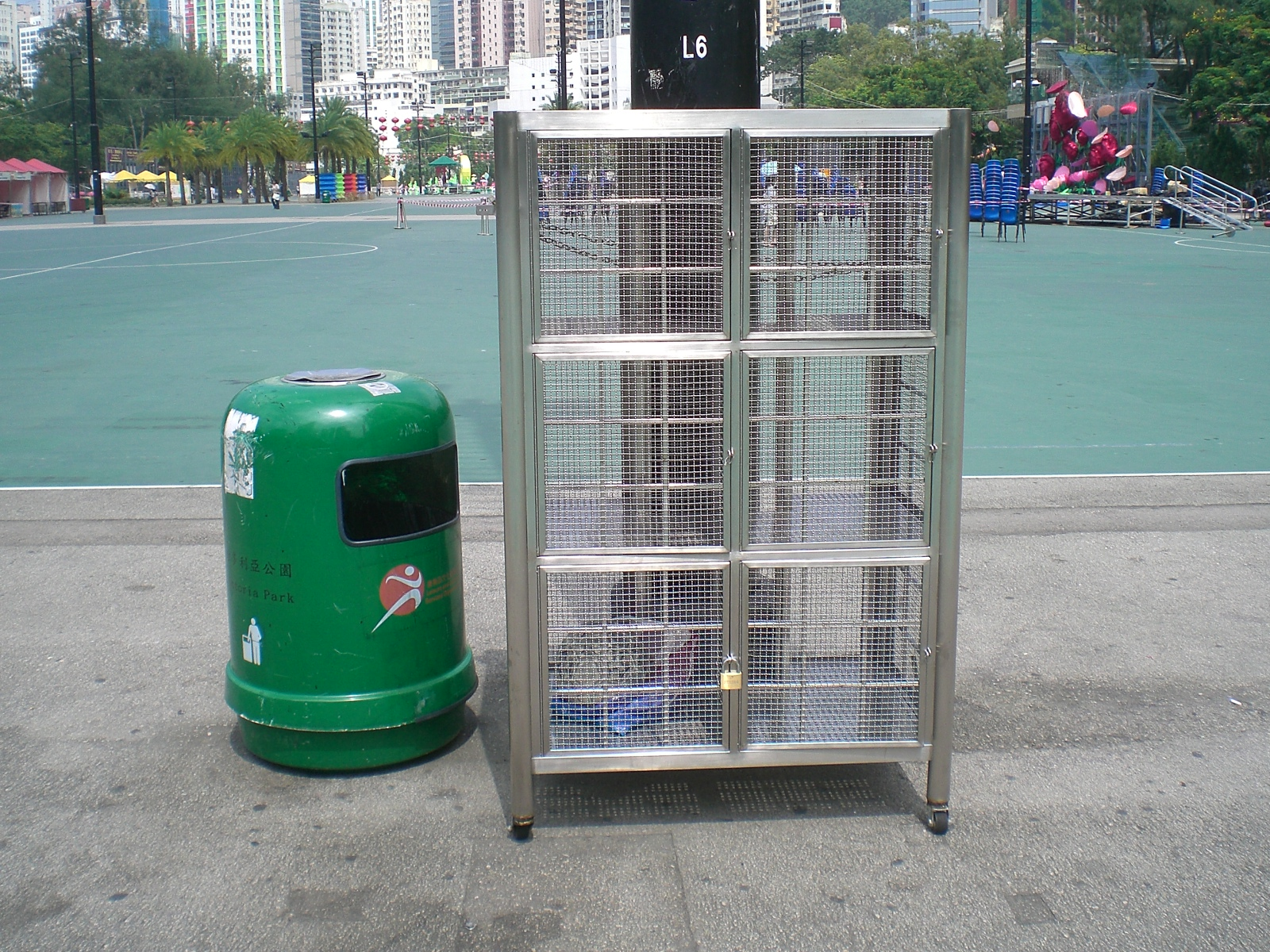
Cage armoire
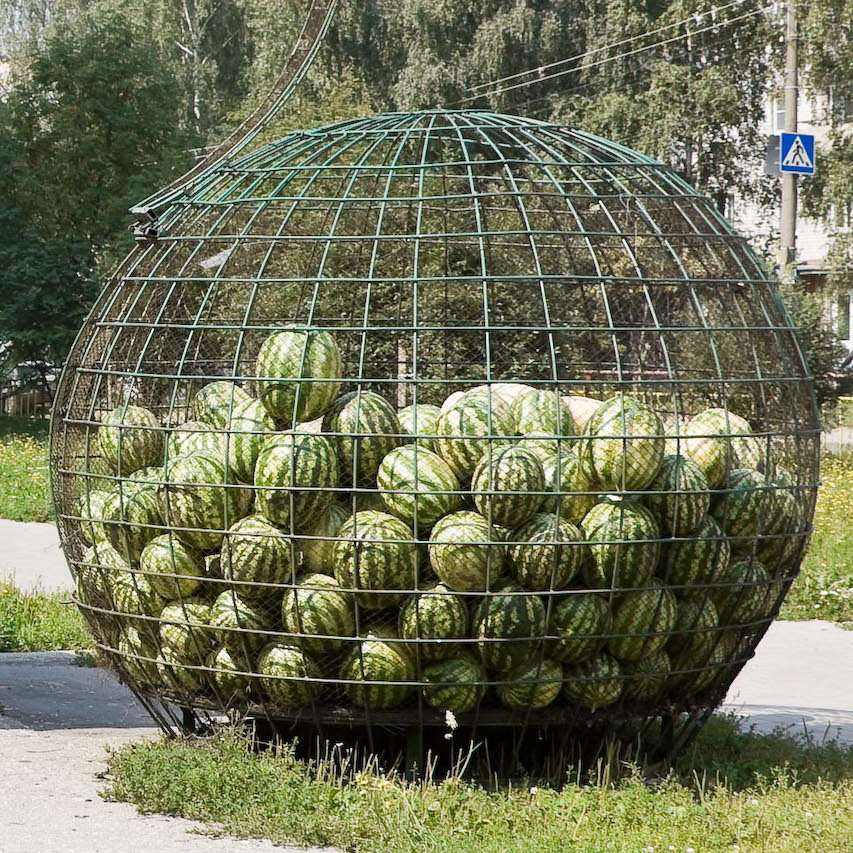
Cage contenant des pastèques en Russie

## Dans la culture
Par analogie, une cage à poules, est une structure en bois, métal ou plastique présente dans les aires de jeux (jardin public, cour d'école) sur laquelle les enfants peuvent grimper.
Par extension, une cage désigne dans le langage commun un espace clos ou au contraire ajouré : en construction (cage d'un escalier, cage d'ascenseur...), en horlogerie (cage de montre), en sport (cage de but), dans les mines (cage d’extraction), etc. et évoque généralement la privation de liberté (cage dorée).
La cage a une connotation assez négative, elle est donc très souvent reprise comme symbole ou comme métaphore pour désigner l'emprisonnement ou simplement les limites de la vie.